# Jubla i Herren (1999)
Jubla i Herren är en svensk sångbok för lovsång och tillbedjan utgiven av David Media 1999. Till stor del är sångboken en sammanställning av tidigare publikationer. Den innehåller 199 nummer. Den har sin uppföljare i Jubla i Herren 2003.

## Psalmer
```
1 
Abba Fader

2 
Alltid där

3 
Att göra Din vilja, Gud

4 
Bada i barmhärtighet

5 
Bara Du

6 
Bara i Dig

7 
Bön om Helig Ande

8 
Celebration

9 
Come let us bow

10 
Den brinnande kärleken

11 
Den klara källan

12 
Det brinner en eld

13 
Det finns inget annat namn

14 
Din Andes eld

15 
Din för evigt

16 
Din nåd

17 
Din närhet befriar mig

18 
Dina änglar sjunger

19 
Ditt blod är heligt

20 
Ditt regn

21 
Dra mig, Gud, in i Din närhet

22 
Dra mig nära

23 
Dra mig nära Dig

24 
Du behöver inte längre

25 
Du går vid min sida

26 
Du kan möta vår längtan

27 
Du låter Dig finnas

28 
Du omsluter mig

29 
Du räddat mig

30 
Du är

31 
Du är helig och rättfärdig

32 
Du är helig, Du är hel

33 
Du är här

34 
Du är Israels helige

35 
Du är konung

36 
Du är kung i evighet

37 
Du är min glädje

38 
Du är min kung

39 
Du är mäktig

40 
Du är så god

41 
Du är så skön

42 
Du är vår konung

43 
Du är vår skapare

44 
En sak, Gud, på mitt hjärta

45 
En sång inom mig

46 
En vision av mitt liv

47 
En överflödande kärlek

48 
Endast av nåd

49 
Ett ljus lyser i mörkret

50 
Evelina

51 
Evighet

52 
Fader av liv

53 
Fader, Dig vill vi söka

54 
Från evighet till evighet

55 
Fullkomlig i skönhet

56 
Fyll våra brunnar

57 
Förvandlad stad

58 
Gud, Ditt namn är heligt

59 
Gud, jag älskar Dig

60 
Gör mitt hjärta rent

61 
Gör mitt liv till en lovsång

62 
Han som kommer

63 
Han som är högst

64 
Helig mark

65 
Helig är Herren Sebaot

66 
Helig, helig

67 
Helig, helig, helig
 (Lindal Reiten)
68 
Helig, helig, helig
 (Hampton)
69 
Helig, helig, helig
 (Prince)
70 
Helighet är Ditt namn

71 
Herren, Herren är Gud

72 
Här är jag

73 
I Din närhet

74 
I Din öppna famn

75 
Inför Ditt ansikte

76 
Ingen

77 
Ingen annan är som Du

78 
Ingen är som Du

79 
Innerligt söker jag Dig

80 
Jag böjer mig

81 
Jag gläder mig i Dig

82 
Jag har fått en källa

83 
Jag ser en stad

84 
Jag sjunger tack

85 
Jag sträcker mig mot Dig

86 
Jag står fast i Dig

87 
Jag tillber Dig, allsmäktig Gud

88 
Jag tillber Dig, Du Guds lamm

89 
Jag var född att lova Dig

90 
Jag vill ge Dig, o Herre, min lovsång

91 
Jag vill ge mitt liv

92 
Jag vill lova Dig

93 
Jag vill lova Herren alltid

94 
Jag vill lovprisa Ditt namn

95 
Jag vill lyfta Dig upp

96 
Jag vill sjunga om Dig för evigt

97 
Jag vill vara där

98 
Jag vill älska Dig av hela mitt hjärta

99 
Jag vill ära och tillbe Dig Gud

100 
Jag älskar Dig, Jesus

101 
Jag önskar

102 
Jahve

103 
Jesus, jag kommer

104 
Jesus, kom och vidrör oss

105 
Jesus, vår Herre

106 
Jesus, det skönaste

107 
Jesus, Guds helige

108 
Jesus, Jesus

109 
Jubla i Herren

110 
Jubla och dansa

111 
Kom, Du helige

112 
Kom helig Ande

113 
Kom in i det himmelska

114 
Kom med Din Ande

115 
Kom med Din härlighet

116 
Kom och berör mig

117 
Kom och fyll mig nu

118 
Kom tillsammans

119 
Konungarnas konung och herrarnas Herre

120 
Konungarnas konung är Du

121 
Kyrie Eleison

122 
Källan

123 
Känner du Honom

124 
Led oss vidare

125 
Lova Herren

126 
Lovat vare Herrens namn

127 
Lovet och priset tillhör Dig

128 
Lovet, priset och äran

129 
Lovsången ljuder

130 
Lyft upp ditt hjärta

131 
Låt det flöda fram

132 
Låt mig få komma nära

133 
Majestät

134 
Majestät

135 
Marias sång

136 
Med en enda bön

137 
Men Din nåd varar

138 
Mer av Dig

139 
Mer kärlek, mer kraft

140 
Mer än fina ord

141 
Misgana
/
Den eviga sången
/
Vi tillber

142 
Mitt hjärta tillhör dig

143 
Mitt liv och min lovsång

144 
Namnet Jesus, jag lovsjunger namnet Jesus

145 
Namnet över alla namn

146 
Nattvard

147 
Nu kommer jag till dig igen

148 
Nådefull Gud

149 
Nåden den faller

150 
Någon rörde vid mig

151 
Platsen för mig

152 
Psalm 19

153 
På grund av Jesu blod

154 
Rena mig

155 
Res dig i Guds väldiga kraft

156 
Res dig, Guds folk

157 
Ropa till Gud

158 
Saliga visshet, Jesus är min

159 
Sjung Halleluja

160 
Sjung lovsång, alla länder

161 
Skapa i mig, Gud

162 
Stor och värdig

163 
Stor är Guds kärlek

164 
Stora, mäktiga är dina verk

165 
Strömmen från Gud

166 
Stå upp, o Gud

167 
Så enkel är min tro

168 
Så ljuvlig är din närhet

169 
Sänd ditt kärleksregn

170 
Tack för din trofasthet

171 
Tack för Golgata

172 
Tack till vår Gud

173 
Till den som sitter på tronen

174 
Till din ära

175 
Till vår Gud

176 
Tillsammans

177 
Trofast Gud

178 
Tänd din eld igen

179 
Törstar efter fullhet

180 
Under ett vattenfall

181 
Upphöjd vare du

182 
Upphöjt är ditt heliga namn

183 
Vacker

184 
Var glad!

185 
Vem är som du

186 
Vi har samma Gud

187 
Vi hyllar och tillber dig

188 
Vi jublar inför dig

189 
Vi lyfter ditt namn

190 
Vi vill se Jesus lyftas högt

191 
Vila i nåden

192 
Vilken vän jag fann

193 
Välkommen till denna plats

194 
Välsignat är ditt heliga namn

195 
Värdig är du

196 
Ära halleluja

197 
Ära, ära, ära till Guds lamm

198 
Öppen källa

199 
Överflöd, livet från dig det porlar i mig
```

### Fotnoter
1. ↑  ”Jubla i Herren 2” (på engelska). Worldcat. 11 mars 2003. https://www.worldcat.org/title/jubla-i-herren-2-stora-lovsangsboken-217-sanger-for-lovsang-och-tillbedjan/oclc/936987920&referer=brief_results. Läst 22 oktober 2017.